# Bumba
Bumba ist die größte Stadt in der Provinz Mongala im Norden des zentralafrikanischen Staates der Demokratischen Republik Kongo.

## Lage
Die Stadt liegt am rechten Ufer des Kongo-Stroms, knapp unterhalb der Einmündung des Flusses Itimbiri etwa 600 km stromaufwärts von Mbandaka. Die nächstgelegene, fast gleich große Stadt ist Lisala, 100 km westlich. Die Großstadt Kisangani (Provinz Tshopo) liegt weitere 400 km stromaufwärts (Richtung Ostsüdost). Die geografischen Koordinaten von Bumba betragen 2,2° Nord und 22,5° Ost, die Seehöhe rund 400 Meter.

## Einwohner
Bumba hat laut einer Schätzung im Jahr 2010 103.328 Einwohner (Zensus: 1984 51.197 Ew.; 2005 95.514 Ew.). Bei den ersten demokratischen Wahlen im Oktober 2006 gab es in der Region kleine Unruhen zwischen Anhängern der beiden Präsidentschaftskandidaten.

## Verkehr
Die Stadt ist ein Warenumschlagplatz zwischen der Flussschifffahrt und der schmalspurigen Eisenbahn Richtung Aketi – Isiro – Mungbere und zum Uelle (Fluss). Die Bahn wurde von der Société des Chemins de Fer Vicinaux du Congo als 600-mm-Schmalspurbahn gebaut und war Teil der historischen Uelle-Bahnen. Der Betrieb der Schmalspurbahn wurde ca. 2003 eingestellt.

## Religion
Bumba ist Sitz des Bistums Lolo.